# Nordölands församling
Nordölands församling är en församling i Kalmar-Ölands kontrakt av Växjö stift, Borgholms kommun. 

## Administrativ historik
Församlingen bildades 2010 när man slog ihop Böda församling och Högby-Källa-Persnäs församling. Församlingen ingår sedan bildandet i Norra Ölands pastorat.

## Kyrkor
- Böda kyrka
- Högby kyrka
- Källa nya kyrka
- Persnäs kyrka

ej administrerade av Svenska kyrkan
- Sankt Olofs kapell
- Sankt Olofs kapellruin
- Helige Ottos kyrkoruin
- Källa gamla kyrka (Källa ödekyrka)